# Heaven & Hell
Heaven & Hell — англо-американський рок-гурт, створений колишніми учасниками Black Sabbath — Ронні Джеймсом Діо, Вінні Аппісі і двома теперішніми — Тоні Айоммі і Гізером Батлером в 2006-му році. По суті, гурт був складом Black Sabbath, оскільки всі вищезгадані музиканти вже грали в такому складі в 1980—1982 і 1991—1992 роках (за виключенням клавішника Джеффа Ніколса), замість нього партії клавішних виконував Воррен Скотт.
Гурт був створений після виходу збірки Black Sabbath: The Dio Years, коли Діо, Айоммі і Батлер вирішили відіграти тур в підтримку цього альбому. Це стало можливим завдяки тому, що в Оззі Осборна був назначений сольний тур на цей час. Місце барабанщика було запропоновано Білу Уорду, але той відмовився. Тому барабанщиком став Вінні Аппісі, якому вже доводилося підміняти Уорда. Щоб не загострювати стосунки з Оззі Осборном, Тоні Айоммі (власник назви Black Sabbath) вирішив провести гастролі під назвою Heaven & Hell. (за назвою першого альбому гурту Black Sabbath, записаного з Діо, Heaven and Hell).

## Історія
В жовтні 2005 року Ронні Джеймс Діо в інтерв'ю програмі «Masters of Rock» на BBC Radio 2 заявив, що він має намір знову співпрацювати з гітаристом Black Sabbath Тоні Айоммі. Діо також повідомив про те, що повинні з'явитися дві нові пісні, а також проєкт Black Sabbath — The Dio Years. Тонні Айоммі вибрав для нового проєкту назву «Heaven & Hell», щоб не псувати стосунки з Оззі Осборном і зберегти Black Sabbath з Оззі.
Білл Уорд (який грав у 1980 на альбомі Heaven and Hell і половину туру в його підтримку) був заявлений як ударник гурту, але відмовився перед тим, як гурт повинен був записати три нових треки. Замість Уорда був запрошений барабанщик Вінні Аппісі, який замінив Уорда в 1980 році, і грав у гурті до 1982 року, а також під час повернення Діо в 1991—1992 роках.
У Heaven and Hell не залучений клавішник Джефф Ніколс, який грав в Black Sabbath в 1979—2004 роках, і зокрема в роки з Діо. Замість нього в гурті грає клавішник Dio Скот Уорен.
Турне Heaven & Hell було назване «Поверненням року» читачами журналу «Classic Rock».
16 травня 2010 року о 7:45 ранку по місцевому часу (CDT, UTC-5), 14:45 по київському часу в клініці MD Anderson Cancer Center, Х'юстон, штат Техас, Ронні Джеймс Діо помер від раку шлунку.. Тоні Айоммі, Гізер Батлер, Вінні Аппісі провели концерт пам'яті Ронні Джеймса Діо High Voltage, який пройшов 24 липня в Парку Вікторія в Лондоні. Вони вийшли на сцену з гостьовими вокалістами. У виступі узяли участь Йорн Ланде, Гленн Х'юз і Філ Ансельмо. Всі доходи від цього виступу пішли у фонд боротьби з раком Stand Up And Shout, який був заснований вдовою Діо.

## Склад
- Ронні Джеймс Діо — вокал
- Тоні Айоммі — гітара
- Гізер Батлер — бас
- Вінні Аппісі — ударні
- Скотт Воррен — клавишні
- Білл Уорд — ударні (2006)

Музиканти, які виступили з гуртом 24 липня 2010 року на High Voltage Festival
- Гленн Х'юз — вокал
- Йорн Ланде — вокал
- Філ Ансельмо — вокал в пісні «Neon Knights»

## Дискографія
- 2007: Live from Radio City Music Hall (CD & DVD)
- 2009: The Devil You Know
- 2010: Neon Nights: 30 Years of Heaven & Hell